# Parochet

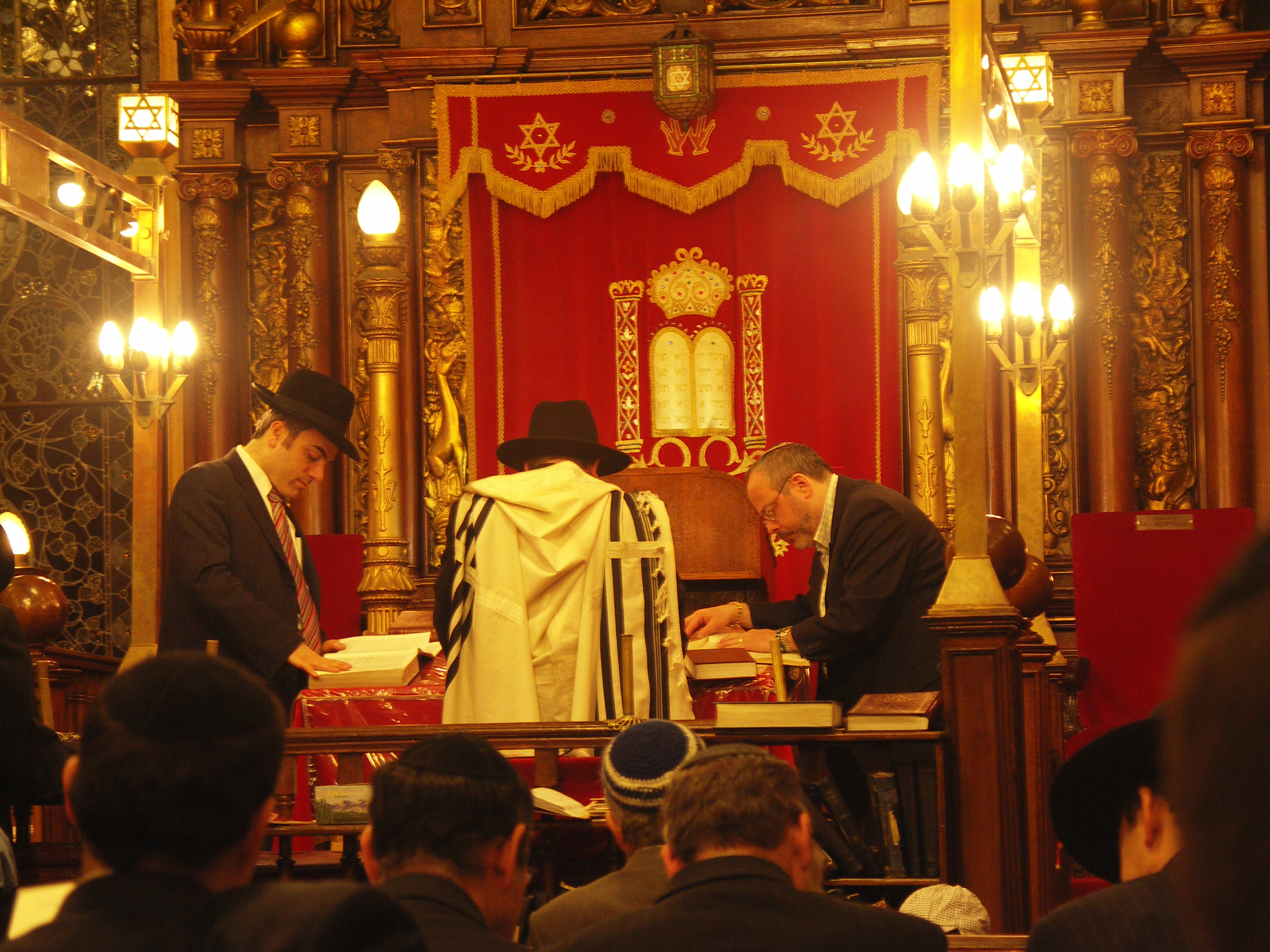
Een parochet in de Bialystoker-synagoge in New York

Het parochet (Hebreeuws: פרוכת, mv. parochot) of parouches (Nederlands-Jiddisch/Asjkenazische uitspr.) is het gordijn of voorhang voor de aron hakodesj (heilige ark) in een synagoge, waarin zich de Thorarollen bevinden. 
Een parochet is meestal gemaakt van kostbare stof en rijk versierd. Een synagoge heeft vaak meerdere doeken. Tijdens de Hoge Feestdagen (Rosj Hasjana en Jom Kipoer) wordt het parochet vaak vervangen door een speciaal voorhang, vaak wit, omdat wit de kleur van de inkeer is. Op andere feestdagen wordt soms ook het parochet vervangen met een uitbundiger of kleurrijker variant. Op dagen van rouw wordt juist soms een sombere variant gehanteerd, zoals op Tisja Beav.
Bij de Sefardim is het parochet meestal achter de deuren van de aron hakodesj geplaatst.